# 121e groupe de reconnaissance de division d'infanterie
Le 121e Groupe de Reconnaissance de Division d'Infanterie où 121e GRDI est une unité militaire française de la seconde Guerre mondiale.

## GRCA et GRDI
Les groupes de reconnaissance des corps d’armée (GRCA) et des divisions d’infanterie (GRDI), formés par des escadrons mixtes de cavalerie (motorisée et hippomobile), ont été créés par note de l’état-major de l’armée le 6 mai 1923 pour assurer aux grandes unités (corps d’armée, divisions d’infanterie, régions fortifiées) :
- La recherche du renseignement ;
- La prise de contact avec l’ennemi ;
- La sûreté.

## Origine du121eGRDI
Le 121e Groupe de Reconnaissance de Division d'Infanterie a été créé à partir des effectifs du 3e Dépôt de Cavalerie d'Évreux et des débris du 1er Groupe de Reconnaissance de Division d'Infanterie.
De type normal réduit, le 121e GRDI sera créé le 31 mai 1940, puis rattaché le 1er juin 1940 à la 17e division légère d'infanterie (17e DLI) et le 8 juin 1940 à la 10e Armée.
Le peloton de commandement était dirigé par le capitaine Tardieu qui commandait également :
- le Peloton hors rang (PHR)
- les 1er Peloton moto et 2e Peloton moto
- le Peloton porté
- le Groupe de canon de 25

La 17e division légère d'infanterie (17e DLI) sous les ordres du Général Lascroux se composait des :
- 83e régiment d’infanterie
- 135e régiment d'infanterie
- 84e régiment d’artillerie divisionnaire
- 121e GRDI

## Historique
Cette unité n'aurait pas combattue.